# Hemipyrellia fijiensis
Hemipyrellia fijiensis är en tvåvingeart som beskrevs av James 1971. Hemipyrellia fijiensis ingår i släktet Hemipyrellia och familjen spyflugor.
Artens utbredningsområde är Fiji. Inga underarter finns listade i Catalogue of Life.